# 成田歲法
成田歲法（日语：成田 歳法），日本男性動畫演出家。

## 人物簡介
早年參加J.C.STAFF和MADHOUSE的動畫作品期間擔任過製作進行，之後負責過動畫、上色檢查，其後才全面投入演出、分鏡。目前以Magic Bus為主要活動據點。

## 主要參加作品

### 電視動畫
- （1995年－1996年，演出）
- 企鵝掌門人（日语：バケツでごはん）（1996年，檢查）
- 危險調查員（1998年，製作進行）
- 魔術士歐菲 REVENGE（1998年－1999年，演出）
- 庫洛魔法使 庫洛牌篇（1998年－1999年，動畫）
- 大嘴鳥（1999年－2001年，演出）
- 格鬥小霸王（1999年－2000年，演出）
- 女神候補生（2000年，演出）
- 純情房東俏房客（2000年，演出）
- 無敵王（日语：無敵王トライゼノン）（2000年－2001年，分鏡、演出）
- 幻想魔傳 最遊記（2000年－2001年，演出）
- 銀河天使（2001年，演出）
- 棋魂（2001年－2003年，分鏡）
- 最終兵器彼女（2002年，分鏡、演出）
- 妹妹公主 RePure（2002年，分鏡、演出）
- 馭龍少年（2002年－2003年，分鏡）
- 星際少年隊（2003年，分鏡、演出）
- 青青校樹（2003年，演出）
- 機甲露寶（2003年－2004年，分鏡、演出）
- 老師的時間（2004年，分鏡、演出）
- 增血鬼果林（2005年，分鏡）
- 草莓100%（2005年，演出）
- 蟲師（2005年－2006年，分鏡、演出）
- 高機動交響曲GPO（2005年－2006年，分鏡）
- 我們的存在（2006年，分鏡、演出）
- 家庭教師HITMAN REBORN！（2006年－2010年，分鏡）
- 神曲奏界（2007年，分鏡）
- 青空下的約定 ～歡迎來到鶇寮～（2007年，分鏡）
- GUNSLINGER GIRL -IL TEATRINO-（2008年，分鏡）
- 亡念之扎姆德（2008年－2009年，分鏡）
- SOUL EATER（2008年－2009年，分鏡、演出）
- WHITE ALBUM（2009年，分鏡、演出）
- 花季青少年（2009年，分鏡）
- 加奈日記（2009年，分鏡）
- 荒川爆笑團（2010年，分鏡、演出）
- 荒川爆笑團 The Bridge×Bgidge（2010年，分鏡）
- STAR DRIVER 閃亮的塔科特（2010年－2011年，分鏡、演出）
- DOG DAYS（2011年，分鏡、演出）
- 交響詩篇艾蕾卡7 AO（2012年，分鏡）
- 美少女死神 還我H之魂！（2012年，分鏡）
- 紙箱戰機W（2012年－2013年，分鏡、演出）
- 超速變形螺旋傑特（2012年－2013年，分鏡、演出）
- 魔王勇者（2013年，分鏡）
- 紙箱戰機WARS（2013年，分鏡）
- 鑽石王牌（2013年－2014年，分鏡）
- Baby Steps ～網球優等生～（2014年，分鏡）
- 地球隊長（2014年，演出）
- SHIROBAKO（2015年，分鏡）
- 空戰魔導士培訓生的教官（2015年，演出）
- 亞爾斯蘭戰記（2015年，分鏡）
- 龍族拼圖X（2016年，分鏡）
- BORUTO -火影新世代- NARUTO NEXT GENERATIONS-（2017年，分鏡）
- Classica Loid（2017年，分鏡）

### OVA
- 電玩少女櫻吹雪（日语：アーケードゲーマーふぶき）（2002年，演出）
- DARKER THAN BLACK -黑之契約者- 外傳（2010年，演出）

## 相關項目
- 日本動畫師列表